# Velocitat de saturació

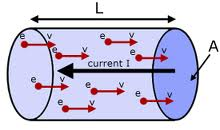
L'electró es mou amb una velocitat de deriva oposada a la direcció del corrent.

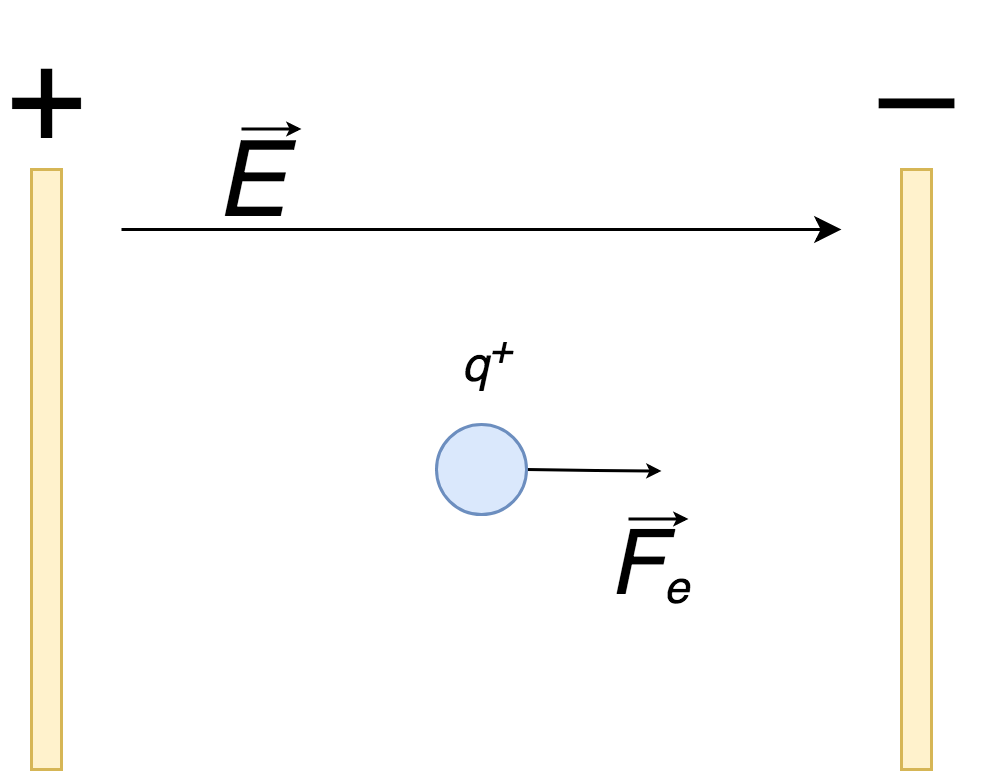
Força del camp elèctric sobre els portaors de càrrega.

La velocitat de saturació és la velocitat màxima que aconsegueix un portador de càrrega en un semiconductor, generalment un electró, en presència de camps elèctrics molt elevats. Quan això passa, es diu que el semiconductor es troba en un estat de saturació de velocitat. Els portadors de càrrega normalment es mouen a una velocitat de deriva mitjana proporcional a la força del camp elèctric que experimenten temporalment. La constant de proporcionalitat es coneix com a mobilitat del portador, que és una propietat material. Un bon conductor tindria un alt valor de mobilitat per al seu portador de càrrega, el que significa una velocitat més alta i, en conseqüència, valors de corrent més alts per a una intensitat de camp elèctric determinada. Tanmateix, hi ha un límit per a aquest procés i amb un valor de camp elevat, un portador de càrrega no es pot moure més ràpidament, havent assolit la seva velocitat de saturació, a causa de mecanismes que finalment limiten el moviment dels portadors en el material.
A mesura que el camp elèctric aplicat augmenta a partir d'aquest punt, la velocitat del portador ja no augmenta perquè els portadors perden energia a través d'augments dels nivells d'interacció amb la xarxa, emetent fonons tan bon punt l'energia portadora és prou gran per fer-ho.
La velocitat de saturació és un paràmetre molt important en el disseny de dispositius semiconductors, especialment els transistors d'efecte de camp, que són els blocs bàsics de gairebé tots els circuits integrats moderns. Els valors típics de la velocitat de saturació poden variar molt per a diferents materials, per exemple, per a Si és de l'ordre d'1 × 10 7 cm/s, per GaAs 1,2 × 10 7 cm/s, mentre que per a 6H-SiC, és a prop de 2. ×10 7 cm/s. Les intensitats típiques del camp elèctric a les quals la velocitat del portador es satura solen ser de l'ordre de 10-100 kV/cm. Tant el camp de saturació com la velocitat de saturació d'un material semiconductor solen ser una funció forta de les impureses, els defectes del cristall i la temperatura.
Si un dispositiu semiconductor entra en saturació de velocitat, un augment de la tensió aplicat al dispositiu no provocarà un augment lineal del corrent com s'esperaria per la llei d'Ohm.
Per a dispositius a escala extremadament reduïda, on les regions de camp alt poden ser comparables o més petites que la mitjana del camí lliure mitjà del portador de càrrega, es pot observar un desbordament de velocitat o efectes d'electrons calents que s'han tornat més importants a mesura que les geometries del transistor disminueixen contínuament a permet dissenyar circuits integrats més ràpids, grans i densos. El règim on els dos terminals entre els quals es mou l'electró és molt més petit que el camí lliure mitjà, de vegades es coneix com a transport balístic. Hi ha hagut nombrosos intents en el passat per construir transistors basats en aquest principi sense gaire èxit. No obstant això, el desenvolupament del camp de la nanotecnologia i nous materials com els nanotubs de carboni i el grafè ofereix noves esperances.